# Juan José Lanusse
Juan José Lanusse (Buenos Aires, marzo de 1840 - ib., 5 de agosto de 1927) fue un contador público y político argentino que ejerció como intendente de La Plata y gobernador del Territorio Nacional de Misiones desde finales de 1896 hasta mediados de 1905.

## Biografía
Juan José Lanusse había nacido en marzo de 1840 en la ciudad de Buenos Aires, capital de la provincia homónima que formaba parte de la entonces Confederación Argentina, siendo hijo del franco-bearnés Juan Lanusse Mouras y de Marcelina Fernández Martínez. Fue contador público argentino y gobernador del antiguo Territorio Federal de Misiones. A la muerte de su padre conformó la firma Juan José y Antonio Lanusse.
En la época de la Guerra de la Triple Alianza, su tío Anacarsis Lanús y Ambrosio Lezica Lanús le encomendaron la dirección de la Proveeduría del Ejército Nacional. Anacarsis mismo fue uno de los proveedores más importantes que tuvo el ejército al mando del general Wenceslao Paunero. Allí en Asunción recibió la noticia de la muerte de su primera mujer (Ernestina Pinto Durao). 
Al finalizar la guerra se trasladó a Río de Janeiro para emprender tareas comerciales. En 1880 es elegido diputado nacional.
El 11 de septiembre de 1893, su actividad en la política lo lleva a ser Intendente de La Plata.
Fue director del F.C. Oeste e intervino en sociedades financieras y bancos.
Ocupó diferentes cargos en el gobierno nacional y en el de la provincia de Buenos Aires. Como vocación, desarrolló el periodismo, llegando a fundar el diario "La Libertad".
Entre los años 1896 y 1905 fue gobernador del Territorio Federal de Misiones, en donde tuvo un fuerte accionar en la colonización del territorio, en especial con la llegada de inmigrantes ucranianos y polacos.
Durante su gestión, algunas familias cercanas al gobierno de Corrientes comenzaron a comprar tierras en la frontera con Misiones. Además, los campos misioneros eran asolados por bandoleros correntinos, brasileños, ladrones de ganado y malvivientes que se apropiaban de las tierras a la fuerza.

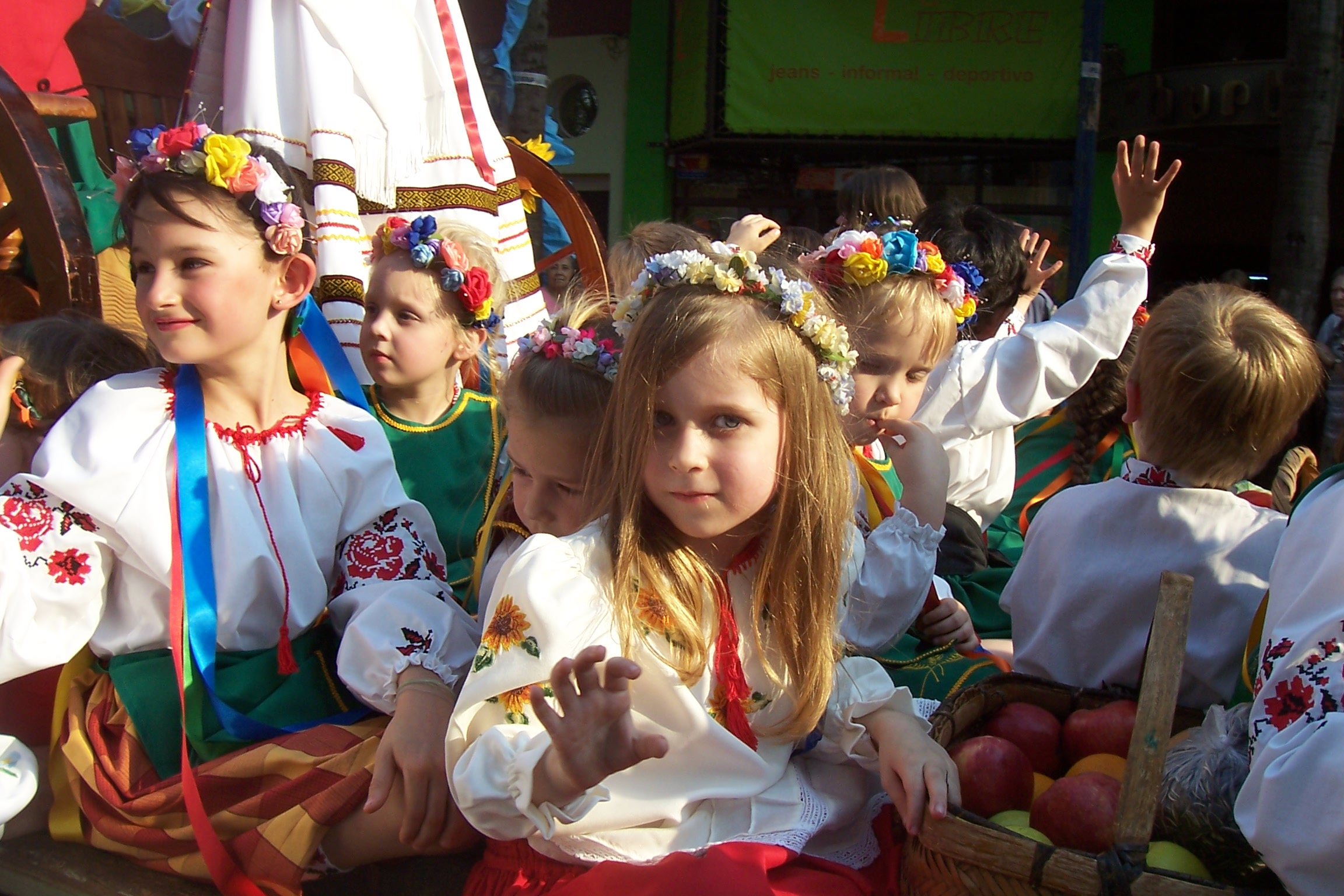
Lanusse incentivó la colonización principalmente de ucranianos y polacos.

Lanusse disponía solamente de un sargento y cien policías para custodiar y brindar seguridad en todo el territorio nacional. Por ello, organizó un plan de colonización, dirigido principalmente a inmigrantes de Ucrania y Polonia, que serían capaces de alambrar y trabajar la tierra, consiguiendo cierta estabilidad y autonomía territorial, además de enriquecer a la provincia.
Nombró a Miguel Shelagovsky, un famoso sastre ucraniano, como consejero en el Ministerio de Inmigración. El 1 de julio de 1897 llega al puerto de Buenos Aires un barco a vapor cargado de 14 familias compuestas por 69 personas de origen ucraniano y polaco. 
Juan José Lanusse los convocó, por medio de Shelagovsky, a trabajar en una “tierra promisoria” y les ofreció ayuda de su gobierno. Este grupo de diez familias ucranianas y cuatro polacas, partieron en barco por el Río Paraná, demorando alrededor de una semana en llegar a la ciudad de Posadas, la capital del Territorio Nacional. Desde allí, se dispusieron carretones del Ejército, para trasladar a los inmigrantes al interior de la provincia.
El 27 de agosto de 1897, llegaron hasta el lugar donde hoy se erige la ciudad de Apóstoles y se radicaron definitivamente. A cada familia se les asignó 2 lotes, cada uno de 25 hectáreas, a pagar durante diez años a un valor de un peso por mes. Entre 1898 y 1903 arribaron a Apóstoles aproximadamente 4.250 ucranianos. Estos nuevos inmigrantes se iban radicando en esa ciudad y en los poblados cercanos de Azara, San José, Bonpland, Concepción de la Sierra, Cerro Colorado y San Ignacio.
Durante su gobierno, se promulgó la Ley Olmedo, que reservaba para el Estado la superficie que hoy constituye el Parque nacional Iguazú, protegiendo a las Cataratas del Iguazú.
Finalmente Juan José Lanusse fallecería el 5 de agosto de 1927 en la ciudad de Buenos Aires, capital de la Nación Argentina.